# Stefano Giacomelli
Stefano Giacomelli (Spoleto, 30 aprile 1990) è un calciatore italiano, attaccante o centrocampista della Luparense.

## Caratteristiche tecniche
Predilige giocare da esterno, trequartista o seconda punta, senza eccellere particolarmente in fase realizzativa, ma partecipando attivamente alla manovra offensiva della squadra. È specializzato nei dribbling e nel tiro a giro dal limite dell'area, con il piede destro.

## Carriera

### Club

#### Inizi
Dopo aver iniziato nelle giovanili della squadra della sua città, si sposta di 20 km andando al Foligno, appena promosso in C2 nel 2005. Al Foligno viene chiamato anche in prima squadra: in due stagioni entra in campo 23 volte, nelle quali stagioni il club umbro viene prima promosso in C1 e poi perde i play-off per la Serie B. Nella stagione 2008-2009 si trasferisce alla Primavera dell'Inter, al termine della quale torna al Foligno in cui ha un posto da titolare in prima squadra.

#### Pescara e prestito alla Ternana
Nel febbraio 2011 approda in Serie B, venendo acquistato dal Pescara, con il quale gioca metà delle partite del girone di ritorno. Segna il suo primo gol in B all'ultima partita di campionato, nella trasferta di Cittadella persa 3-2, unica gara tra l'altro in cui gioca tutti i 90 minuti. La stagione seguente al Pescara inizia da riserva: dopo il girone di andata colleziona appena 6 presenze, e nel calciomercato invernale viene trasferito in prestito alla Ternana, in Lega Pro Prima Divisione. Tornato in Umbria, gioca 10 partite. A fine campionato la Ternana arriva al primo posto e viene promossa in Serie B.

#### Vicenza

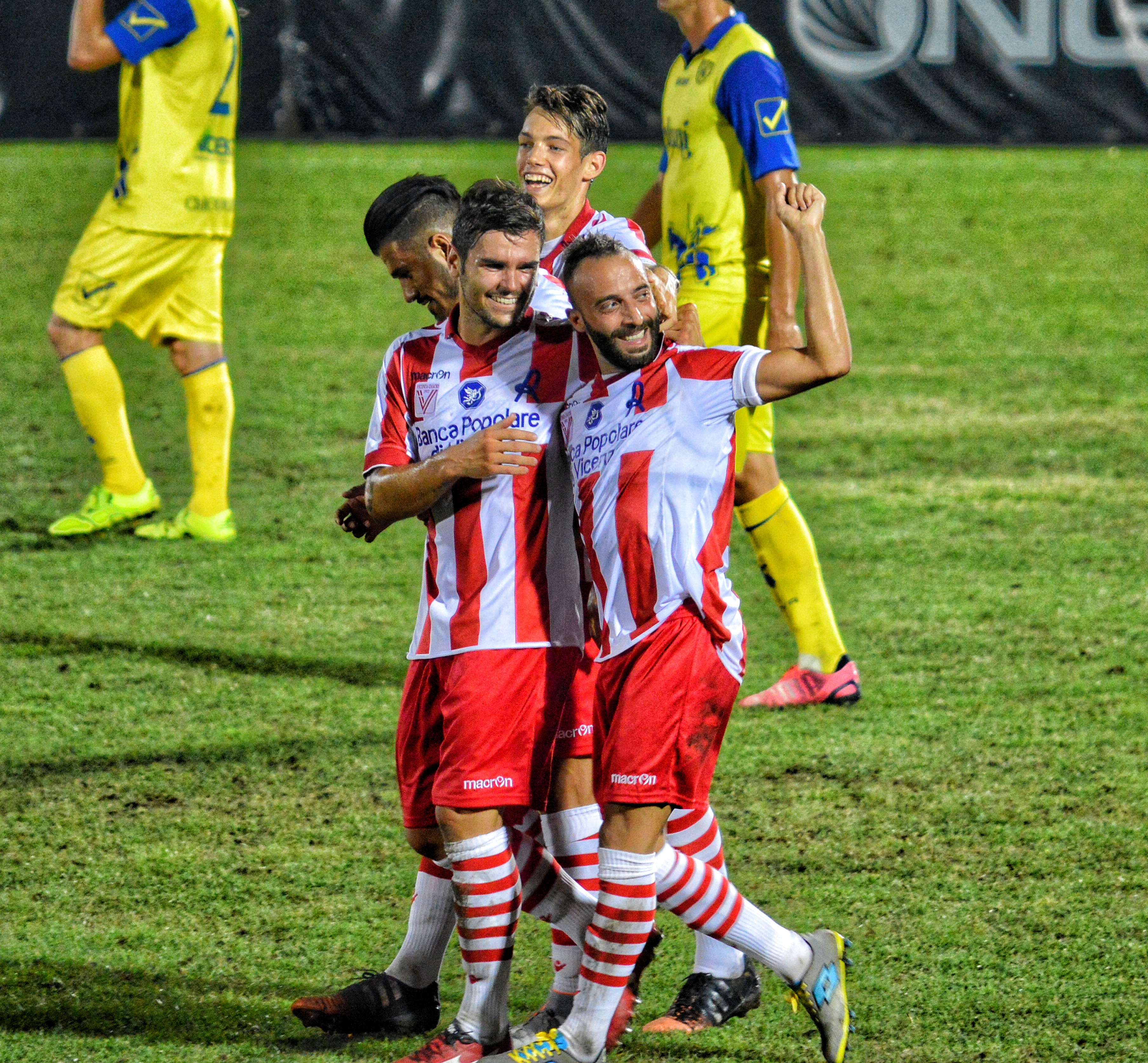
Giacomelli, in biancorosso sulla destra, esulta dopo una doppietta in -, agosto 2015

Tornato dal prestito, è protagonista di uno scambio tra Pescara e Vicenza che coinvolge anche Elvis Abbruscato.
Iniziata l'esperienza a Vicenza per la stagione 2012-2013, diventa presto uno dei punti cardine della squadra guidata prima da Breda e poi da Dal Canto, giocando da titolare quasi tutte le gare, fornendo 4 assist vincenti e segnando 3 gol; il suo primo gol in biancorosso è proprio al debutto, alla prima giornata, nella sconfitta esterna Spezia-Vicenza 2-1. La stagione però si conclude con un'amara retrocessione in Lega Pro.
Essendo l'attaccante legato al Vicenza fino al 30 giugno 2016, la società punta su di lui per l'immediata risalita in Serie B, insieme ad altri compagni che restano come Alessandro Camisa, Marco Padalino e Simone Tiribocchi. Il Vicenza disputa una buona stagione, e così Giacomelli, ancora impiegato come elemento titolare. Segna la sua prima doppietta con il Vicenza il 4 agosto 2013 in Vicenza-FeralpiSalò 3-1 di Coppa Italia Lega Pro 2013-2014. La squadra veneta termina con il quinto posto sul campo, perdendo però i play-off promozione. Una settimana prima dell'inizio della stagione 2014-2015 però il Vicenza viene ripescato in Serie B a causa del fallimento del Siena.
Il tecnico Giovanni Lopez lo vuole anche per la nuova stagione nella ritrovata Serie B. A poche giornate dall'inizio la società esonera Lopez in favore di Pasquale Marino, che tiene comunque Giacomelli nella formazione titolare. Il Vicenza arriva 3º in Serie B (perdendo poi i play-off), e Stefano chiude con 3 gol, di cui uno gol-vittoria (Modena-Vicenza 1-2). Al termine della stagione, è il giocatore in rosa con più presenze nel Vicenza (93).
In scadenza di contratto (dopo un anno), nel calciomercato estivo 2015 il tecnico Marino lo mette tra i giocatori da vendere, trovando però la contrarietà di Giacomelli.. Il 29 agosto prolunga fino al 2018 e, dalla stagione 2016-2017 diviene capitano del club biancorosso.
In seguito al fallimento del Vicenza, avvenuto nel gennaio 2018, decide di restare a giocare anche durante l'esercizio provvisorio concesso al club; viene in seguito acquistato dal ricostituito Vicenza con un contratto fino a giugno 2020 rinnovato poi di un altro anno. A fine giugno 2021 rinnova un altro anno.
Alla ripresa del campionato Giacomelli entra nella top ten delle bandiere biancorosse per numero di presenze.
Il 30 giugno 2023 scade il suo contratto con il L.R. Vicenza e rimane svincolato. 

#### Mantova
Il 22 agosto 2023 sottoscrive un contratto annuale con il Mantova.

### Nazionale
Ha giocato in Germania Under-20-Italia Under-20 (4-0) del 7 aprile 2010 e più volte nella B Italia.

## Statistiche

### Presenze e reti nei club
Statistiche aggiornate al 4 maggio 2025.
| Stagione        | Squadra         | Campionato      | Campionato | Campionato | Coppe nazionali | Coppe nazionali | Coppe nazionali | Coppe continentali | Coppe continentali | Coppe continentali | Altre coppe | Altre coppe | Altre coppe | Totale | Totale |
| Stagione        | Squadra         | Comp            | Pres       | Reti       | Comp            | Pres            | Reti            | Comp               | Pres               | Reti               | Comp        | Pres        | Reti        | Pres   | Reti   |
| --------------- | --------------- | --------------- | ---------- | ---------- | --------------- | --------------- | --------------- | ------------------ | ------------------ | ------------------ | ----------- | ----------- | ----------- | ------ | ------ |
| 2006-2007       | Foligno         | C2              | 1          | 0          | CI-C            | 0               | 0               | -                  | -                  | -                  | -           | -           | -           | 1      | 0      |
| 2007-2008       | Foligno         | C1              | 22+1       | 2          | CI-C            | 6               | 2               | -                  | -                  | -                  | -           | -           | -           | 29     | 4      |
| 2008-2009       | Inter           | A               | -          | -          | CI              | -               | -               | -                  | -                  | -                  | -           | -           | -           | 0      | 0      |
| 2009-2010       | Foligno         | 1D              | 33         | 13         | CI-C            | ?               | 0               | -                  | -                  | -                  | -           | -           | -           | 33+    | 13     |
| 2010-gen. 2011  | Foligno         | 1D              | 21         | 5          | CI              | 2               | 1               | -                  | -                  | -                  | -           | -           | -           | 23     | 6      |
| Totale Foligno  | Totale Foligno  | Totale Foligno  | 77+1       | 20         |                 | 8+              | 3               |                    | -                  | -                  |             | -           | -           | 86+    | 23     |
| gen.-giu. 2011  | Pescara         | B               | 12         | 1          | CI              | -               | -               | -                  | -                  | -                  | -           | -           | -           | 12     | 1      |
| 2011-gen. 2012  | Pescara         | B               | 6          | 0          | CI              | 1               | 0               | -                  | -                  | -                  | -           | -           | -           | 7      | 0      |
| Totale Pescara  | Totale Pescara  | Totale Pescara  | 18         | 1          |                 | 1               | 0               |                    | -                  | -                  |             | -           | -           | 19     | 1      |
| gen.-giu. 2012  | Ternana         | 1D              | 10         | 0          | CI+CI-LP        | 0               | 0               | -                  | -                  | -                  | SdL-1D      | 2           | 0           | 12     | 0      |
| 2012-2013       | Vicenza         | B               | 32         | 3          | CI              | 3               | 0               | -                  | -                  | -                  | -           | -           | -           | 35     | 3      |
| 2013-2014       | Vicenza         | 1D              | 26         | 4          | CI+CI-LP        | 2+2             | 2+2             | -                  | -                  | -                  | -           | -           | -           | 30     | 8      |
| 2014-2015       | Vicenza         | B               | 29+1       | 3          | CI              | 0               | 0               | -                  | -                  | -                  | -           | -           | -           | 30     | 3      |
| 2015-2016       | Vicenza         | B               | 37         | 6          | CI              | 3               | 1               | -                  | -                  | -                  | -           | -           | -           | 40     | 7      |
| 2016-2017       | Vicenza         | B               | 29         | 1          | CI              | -               | -               | -                  | -                  | -                  | -           | -           | -           | 29     | 1      |
| 2017-2018       | Vicenza         | C               | 33+2       | 3+2        | CI              | 2               | 2               | -                  | -                  | -                  | -           | -           | -           | 37     | 7      |
| 2018-2019       | Vicenza         | C               | 35+1       | 12         | CI+CI-C         | 2+3             | 1+1             | -                  | -                  | -                  | -           | -           | -           | 41     | 14     |
| 2019-2020       | Vicenza         | C               | 21         | 4          | CI+CI-C         | 1+2             | 1+0             | -                  | -                  | -                  | -           | -           | -           | 24     | 5      |
| 2020-2021       | Vicenza         | B               | 31         | 3          | CI              | 2               | 1               | -                  | -                  | -                  | -           | -           | -           | 33     | 4      |
| 2021-2022       | Vicenza         | B               | 32+2       | 2          | CI              | 0               | 0               | -                  | -                  | -                  | -           | -           | -           | 34     | 2      |
| 2022-2023       | Vicenza         | C               | 22+2       | 1          | CI-C            | 5               | 0               | -                  | -                  | -                  | -           | -           | -           | 29     | 1      |
| Totale Vicenza  | Totale Vicenza  | Totale Vicenza  | 327+8      | 42+2       |                 | 27              | 11              |                    | -                  | -                  |             | -           | -           | 362    | 55     |
| 2023-2024       | Mantova         | C               | 16         | 2          | CI-C            | 1               | 0               | -                  | -                  | -                  | SC-C        | 1           | 0           | 18     | 2      |
| 2024-2025       | Luparense       | D               | 23         | 4          | CI-D            | 0               | 0               | -                  | -                  | -                  | -           | -           | -           | 23     | 4      |
| Totale carriera | Totale carriera | Totale carriera | 471+9      | 69+2       |                 | 37+             | 14              |                    | -                  | -                  |             | 3           | 0           | 510+   | 85     |

## Palmarès

### Club

#### Competizioni nazionali
- Serie C2: 1

Foligno: 2006-2007
- Serie C: 2

L.R. Vicenza: 2019-2020 (girone B)
Mantova: 2023-2024 (girone A)
- Coppa Italia Serie C: 1

L.R. Vicenza: 2022-2023